# Svein Christiansen
Svein „Chrico“ Christiansen (* 6. August 1941 in Kolbotn; † 25. November 2015 in Oslo) war ein norwegischer Jazzmusiker (Schlagzeug), der zentral in der Osloer Jazzszene wirkte.

## Leben und Wirken
Christiansen erhielt früh Klavierunterricht, den er häufig schwänzte, wurde aber als Gymnasiast Schlagzeuger im Schulorchester. Als Amateur wirkte er am Schlagzeug in verschiedenen Jazzbands im Raum Oslo mit, zunächst mit den Hot Saints (1958–60). Anfang der 1960er Jahre gehörte er zu der Bigband der Veitvet Music School (Aufnahme 1962) und zu verschiedenen Combos, darunter dem Quartett von Oddvar Paulsen, das 1963 bei den nationalen Meisterschaften für Jazzamateure den Publikumspreis gewann. Als Mitglied des Trios von Roy Hellvin (1964–68) wurde er 1967 und 1968 Teil der Festivalbesetzung des Kongsberg Jazzfestival und begleitete internationale Stars. Außerdem war er ab 1965 Mitglied der Big Band von Helge Hurum und nahm Platten mit Einar Iversen (Music for Jazz Ballet 1967) und Egil Kapstad (Syner 1967) auf. 
1967 wurde Christiansen Berufsmusiker und erhielt eine Anstellung bei der Norwegian Defence Staff Band. 1968 begleitete er weiterhin Karin Krog (Festivalauftritte und die LP Joy). Mit Terje Bjørklund und Frode Thingnæs spielte er beim Montreux Jazz Festival 1969. 1969 wurde er Mitglied des Quartetts von Erik Andresen (LP Gip 1970). Zudem trat er mit George Russell, Calle Neumann, Roy Hellvins Trio und vielen anderen, sowie 1971 mit Svein Finnerud/Trond Botnen auf.
Zwischen 1971 und 1974 war Christiansen Mitglied des Orchesters der Philharmonischen Gesellschaft. Auch schloss er sich 1971 der von Thorleif Østereng 1964 gegründeten Radiostorbandet unter Leitung von Helge Hurum an, der er bis zu deren Ende (1990) angehörte. Mit dem Quintett von Helge Hurum trat er 1971 wieder beim Montreux Jazz Festival auf. In den 1970er Jahren spielte er regelmäßig mit Karin Krog und von 1974 bis 1976 in Terje Rypdals Odyssey (gleichnamiges Album 1975), im Quartett von Knut Riisnæs/Lars Jansson (1977–79), im Quintett von Radka Toneff (1977–80) (LP It Don’t Come Easy 1979) und im Quartett von Jon Eberson/Jon Balke (1978–79) sowie bei Aufnahmen mit Laila Dalseth, Egil Kapstad/Rolf Jacobsen und anderen. 
1980 wurde Christiansen vom Kringkastingsorkestret angestellt; zugleich war er Teil von Per Nyhaugs Studioband (Radioaufnahmen 1979–89, auch auf Schallplatte). Er wirkte den größten Teil der 1980er Jahre regelmäßig bei Susanne Fuhr (LP Domino 1980). Zwischen 1983 und 1986 spielte er im Trio mit Jon Eberson und Bjørn Kjellemyr; zur gleichen Zeit gehörte er zum Trio von Dag Arnesen, mit dem er zwischen 1984 und 1998 diverse Alben veröffentlichte. Auch war er Mitglied in der Gruppe Out to Lunch, mit der er zwei Alben vorlegte, und ab 1992 im Trio von Svein Finnerud. Weitere Alben entstanden mit Øystein Sevåg, Jens Wendelboe, Bjørn Alterhaug und Helge Iberg.
2003 ging er nach 23 Jahren im Orchester des Norwegischen Rundfunks in den Ruhestand, um sich verstärkt der Jazzszene widmen; es entstanden noch CDs mit Tine Asmundsens Band Lonely Woman, Cornelius Brazie, Lill Holen und Einar Iversen.
Christiansen, der 1989 einen Gammleng-Preis als bester Studiomusiker erhielt, war mit der Schauspielerin Sidsel Ryen verheiratet; ihr gemeinsamer Sohn wurde auch Schlagzeuger.